# Сип плямистий

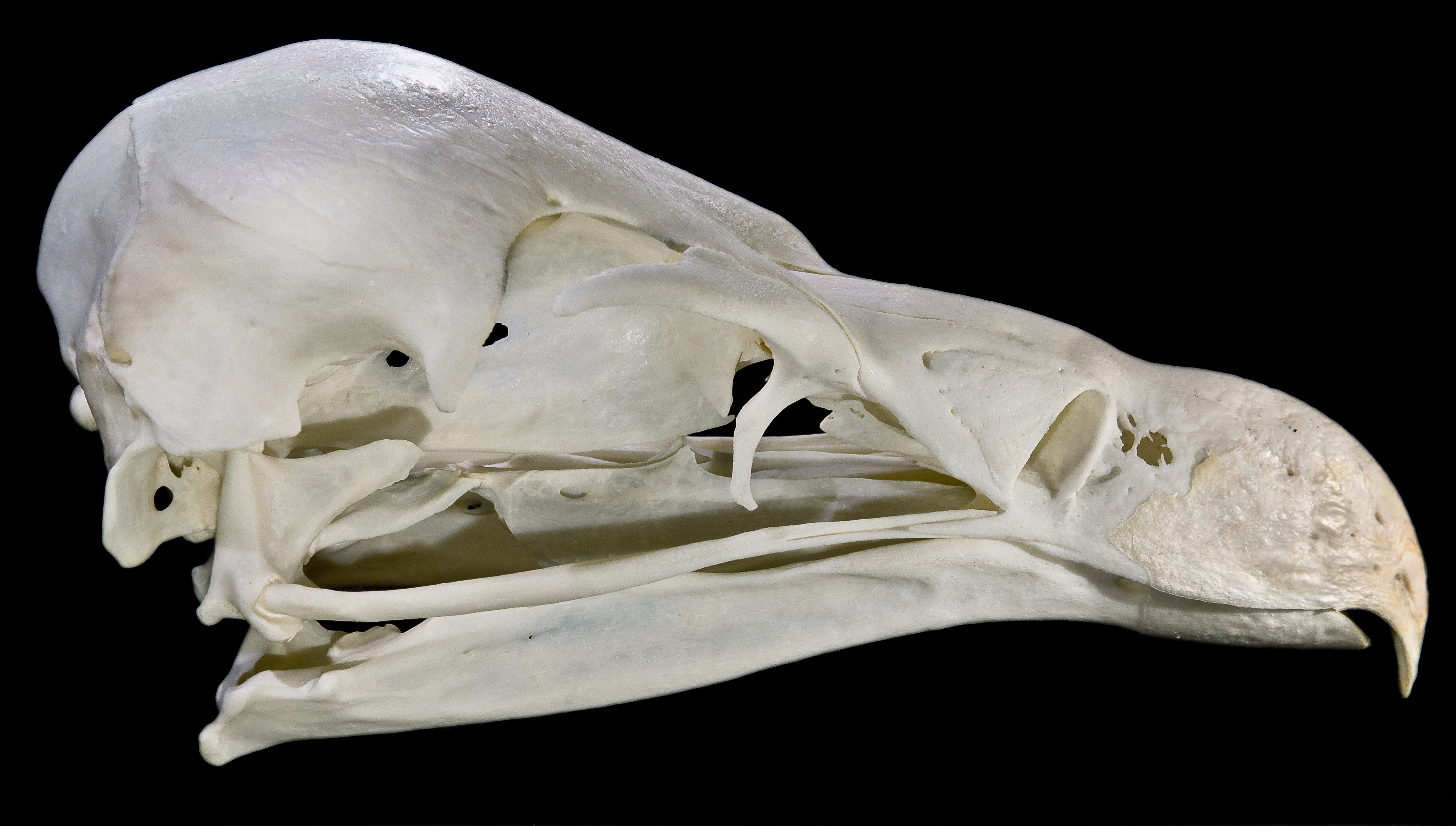
Череп Gyps rueppellii

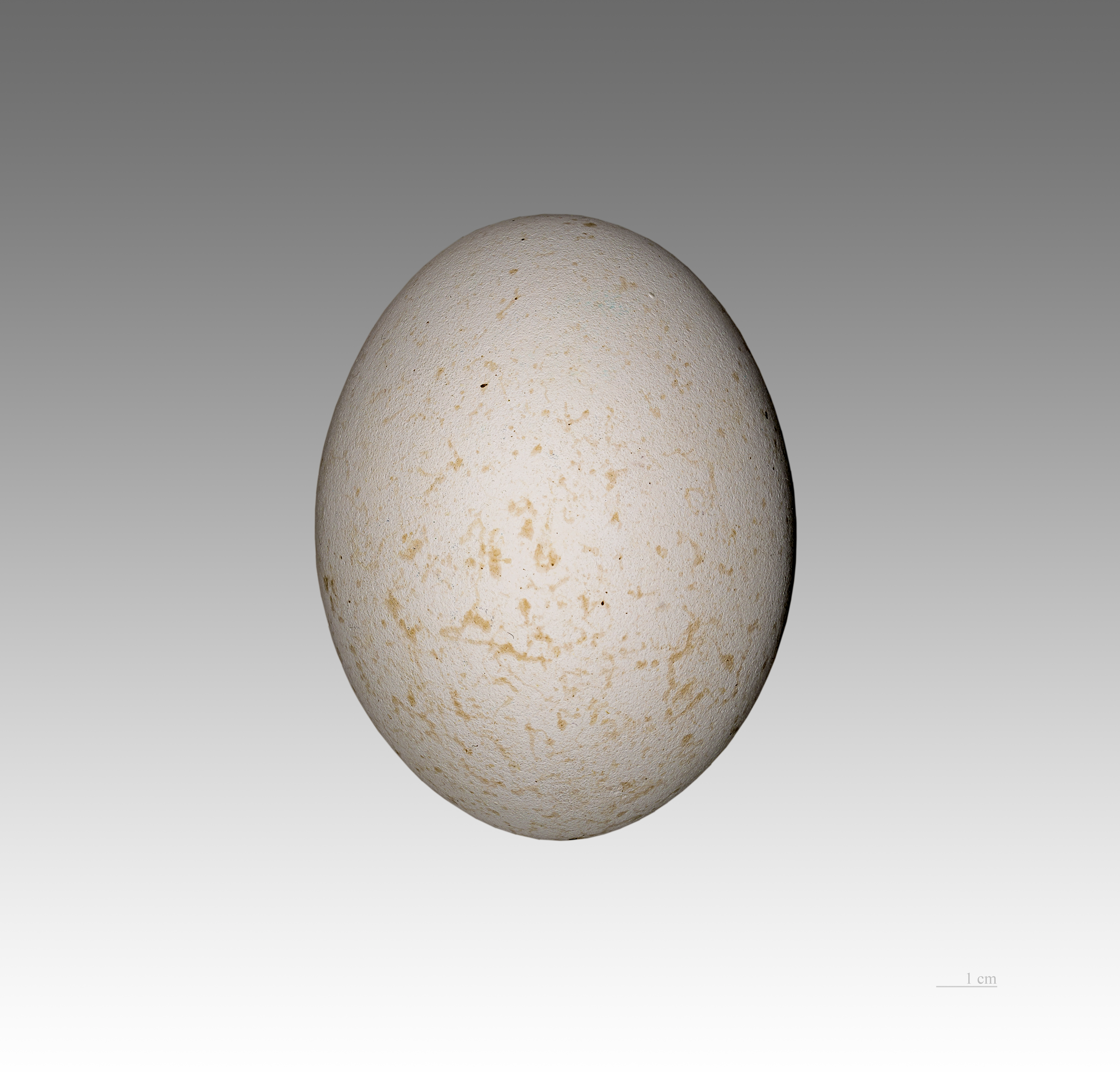
Яйце Gyps rueppellii

Сип плямистий (Gyps rueppellii) — хижий птах роду сип. Латинську назву виду надано на честь німецького зоолога Едуарда Рюппеля.

## Поширення та місця існування
Розповсюджений у саванах на півночі (південніше від Сахари) та сході Африки. Довжина тіла 65—85 см, вага 4—5 кг. Місцезнаходження значною мірою залежить від чисельності копитних тварин в регіоні.

## Розмноження
Плямисті сипи гніздяться групами на виступах скель. Вони утворюють колонії, які зазвичай складаються з 10 — 1000 гнізд. Пари утворюються на все життя.
У гніздо, грубо зроблене з великих палиць, самка відкладає 1 — 2 яйця, за якими дбають обоє батьків.
Одні з найбільш високо літаючих птахів. Відомий випадок зіткнення цього птаха з літаком на висоті 11 300 м.